# EHF Champions League 2021/22
An der EHF Champions League 2021/2022, einem Wettbewerb für Handball-Vereinsmannschaften, der 62. Austragung der EHF Champions League, nahmen 16 Vereinsmannschaften teil. Veranstalter war die Europäische Handballföderation (EHF). Sieger wurde der FC Barcelona.

## Turnierverlauf

### Gruppenphase
In der Gruppenphase spielte Jeder gegen Jeden in Hin- und Rückspielen. Die ersten Spiele wurden am 15. September 2021 ausgetragen, die letzten am 10. März 2022.

#### Gruppe A
| Pl. | Verein               | Sp. | S  | U | N  | Tore      | Diff. | Punkte  |
| --- | -------------------- | --- | -- | - | -- | --------- | ----- | ------- |
| 1.  | Aalborg Håndbold     | 14  | 11 | 0 | 3  | 0453:4100 | +43   | 022:60  |
| 2.  | THW Kiel             | 14  | 10 | 1 | 3  | 0427:3950 | +32   | 021:70  |
| 3.  | Pick Szeged          | 14  | 8  | 3 | 3  | 0412:3920 | +20   | 019:90  |
| 4.  | Montpellier Handball | 14  | 7  | 3 | 4  | 0424:4090 | +15   | 017:110 |
| 5.  | RK Vardar Skopje     | 14  | 6  | 1 | 7  | 0379:3680 | +11   | 013:150 |
| 6.  | Elverum Håndball     | 14  | 3  | 2 | 9  | 0417:4490 | −32   | 08:200  |
| 7.  | HC PPD Zagreb        | 14  | 3  | 2 | 9  | 0351:3850 | −34   | 08:200  |
| 8.  | Brest GK Meschkow *  | 14  | 1  | 2 | 11 | 0342:3970 | −55   | 04:240  |

- Legende

| direkt qualifiziert für das Viertelfinale |
| qualifiziert für die Play-off-Spiele      |
| ausgeschieden nach der Gruppenphase       |

* Die EHF schloss am 28. Februar 2022 nach dem russischen Überfall auf die Ukraine 2022 alle russischen und belarussischen Teams von ihren Wettbewerben aus. Betroffen von diesem Ausschluss war somit auch Brest GK Meschkow, der zu diesem Zeitpunkt auf Platz 8 der Gruppe stand. Die zwei noch nicht ausgetragenen Spiele (gegen Skopje und Kiel) wurden 0:10 gewertet, die Wertungen der bereits gespielten Begegnungen blieben bestehen.

#### Gruppe B
| Pl. | Verein                    | Sp. | S  | U | N  | Tore      | Diff. | Punkte  |
| --- | ------------------------- | --- | -- | - | -- | --------- | ----- | ------- |
| 1.  | KS Łomża Vive Kielce      | 14  | 10 | 0 | 4  | 0449:4150 | +34   | 020:80  |
| 2.  | FC Barcelona              | 14  | 9  | 2 | 3  | 0420:3690 | +51   | 020:80  |
| 3.  | Paris Saint-Germain       | 14  | 8  | 2 | 4  | 0452:3960 | +56   | 018:100 |
| 4.  | Telekom Veszprém          | 14  | 8  | 1 | 5  | 0449:4230 | +26   | 017:110 |
| 5.  | FC Porto                  | 14  | 4  | 3 | 7  | 0375:4080 | −33   | 011:170 |
| 6.  | SG Flensburg-Handewitt    | 14  | 4  | 2 | 8  | 0381:4010 | −20   | 010:180 |
| 7.  | Dinamo Bukarest           | 14  | 4  | 0 | 10 | 0415:4700 | −55   | 08:200  |
| 8.  | HK Motor Saporischschja * | 14  | 4  | 0 | 10 | 0312:3710 | −59   | 08:200  |

- Legende

| direkt qualifiziert für das Viertelfinale |
| qualifiziert für die Play-off-Spiele      |
| ausgeschieden nach der Gruppenphase       |

* Der HK Motor Saporischschja informierte die EHF nach dem russischen Überfall auf die Ukraine 2022 darüber, dass sich der Verein nicht in der Lage sieht, zu den anstehenden Matches anzutreten. Die EHF wertete die drei noch nicht ausgetragenen Spiele (gegen Barcelona, Paris und Porto) 0:10, die Wertungen der bereits gespielten Begegnungen blieben bestehen.
Im Spiel der SG Flensburg-Handewitt bei Paris Saint-Germain am 24. Februar 2022 hatten die deutschen Spieler das Logo des damaligen EHF-Premium-Sponsors Nord Stream 2 auf dem linken Ärmel mit Tape überklebt. Der EHF Court of Handball entschied im November 2022 auf die Anzeige des EHF Marketing Supervisors hin, dass dies eine mit einer Geldbuße zu ahndende Regelverletzung war; die Geldbuße wurde angesichts der Gegebenheiten nach dem russischen Überfall auf die Ukraine 2022 auf zwei Jahre zur Bewährung ausgesetzt.

### Play-off-Spiele
In den Play-off-Spielen traten die Teams, die die Gruppenphase auf den Plätzen 3 bis 6 beendeten, in Hin- und Rückspiel gegen ein Team der jeweils anderen Gruppe an. Die Hinspiele wurden am 30./31. März 2022 ausgetragen, die Rückspiele am 6./7. April 2022. Die vier Sieger zogen ins Viertelfinale ein.
| Mannschaft 1           | Mannschaft 2         | Hinspiel      | Rückspiel     | Tore  |
| ---------------------- | -------------------- | ------------- | ------------- | ----- |
| SG Flensburg-Handewitt | Pick Szeged          | 25:21 (14:10) | 35:36 (18:17) | 60:57 |
| Elverum Håndball       | Paris Saint-Germain  | 30:30 (13:15) | 30:37 (14:20) | 60:67 |
| FC Porto               | Montpellier Handball | 29:29 (13:14) | 27:35 (11:19) | 56:64 |
| RK Vardar Skopje       | Telekom Veszprém     | 22:30 (11:15) | 31:31 (13:18) | 53:61 |

### Viertelfinale
Im Viertelfinale traten die Siegerteams der Play-off-Spiele in Hin- und Rückspiel jeweils gegen ein Team an, das die Gruppenphase auf den Plätzen 1 oder 2 beendet hatte. Die Hinspiele wurden am 11. und 12. Mai 2022 ausgetragen, die Rückspiele am 18. und 19. Mai 2022. Die vier Sieger zogen ins EHF Final4 ein.
| Mannschaft 1           | Mannschaft 2         | Hinspiel      | Rückspiel     | Tore  |
| ---------------------- | -------------------- | ------------- | ------------- | ----- |
| Telekom Veszprém       | Aalborg Håndbold     | 36:29 (17:16) | 35:37 (21:20) | 71:66 |
| Montpellier Handball   | KS Łomża Vive Kielce | 28:31 (12:16) | 22:30 (8:15)  | 50:61 |
| Paris Saint-Germain    | THW Kiel             | 30:30 (14:16) | 32:33 (19:17) | 62:63 |
| SG Flensburg-Handewitt | FC Barcelona         | 29:33 (13:18) | 24:27 (10:10) | 53:60 |

### EHF Final4
Das EHF Final4 fand im K.-o.-System am Wochenende 18./19. Juni 2022 in der Lanxess Arena in Köln statt.

#### Halbfinale
| Datum         | Mannschaft 1     | Ergebnis      | Mannschaft 2         |
| ------------- | ---------------- | ------------- | -------------------- |
| 18. Juni 2022 | Telekom Veszprém | 35:37 (18:16) | KS Łomża Vive Kielce |
| 18. Juni 2022 | THW Kiel         | 30:34 (18:19) | FC Barcelona         |

#### Spiel um Platz 3
| Datum         | Mannschaft 1 | Ergebnis                     | Mannschaft 2     |
| ------------- | ------------ | ---------------------------- | ---------------- |
| 19. Juni 2022 | THW Kiel     | 37:35 n. S. * (34:34, 14:18) | Telekom Veszprém |

* Im Spiel um Platz 3 entschied ein Siebenmeterwerfen, nachdem es zum Ende der regulären Spielzeit unentschieden 34:34 stand.

#### Finale
| Datum         | Mannschaft 1 | Ergebnis                            | Mannschaft 2         |
| ------------- | ------------ | ----------------------------------- | -------------------- |
| 19. Juni 2022 | FC Barcelona | 37:35 n. S. * (32:32, 28:28, 14:13) | KS Łomża Vive Kielce |

* Das Finalspiel wurde durch ein Siebenmeterwerfen entschieden, nachdem es zum Ende der regulären Spielzeit 28:28 und auch nach der Verlängerung weiter unentschieden (32:32) stand.
Für den FC Barcelona standen im Finale die Torhüter Gonzalo Pérez de Vargas Moreno und Leonel Carlos Maciel sowie die Feldspieler Aleix Gómez Abelló (10 Tore erzielt), Dika Mem (6), Timothey N’Guessan (4), Aitor Ariño Bengoechea (3), Ángel Fernández Pérez (3), Melvyn Richardson (3), Ludovic Fabregas (2), Ali Zeinelabedin (2), Blaž Janc (1), Thiagus Petrus Gonçalves dos Santos (1), Domen Makuc (1), Haniel Vinícius Langaro Inoue (1), Luka Cindrić (0) und Youssef Ben Ali im Aufgebot. Trainiert wurde das Team von Antonio Carlos Ortega.
Für KS Łomża Vive Kielce waren im Finale die Torhüter Andreas Wolff und Mateusz Kornecki sowie die Feldspieler Arkadiusz Moryto (6 Tore geworfen), Branko Vujović (4), Alex Dujshebaev Dovichevaeva (4), Igor Karačić (4), Uladsislau Kulesch (4), Daniel Dujshebaev Dovichevaeva (4), Artsem Karalek (3), Szymon Sićko (2), Nicolas Tournat (2), Dylan Nahi (2), Miguel Sánchez-Migallón Naranjo (0), Michał Olejniczak (0), Paweł Paczkowski (0) und Tomasz Gębala aufgeboten worden. Trainer war Talant Dujshebaev.